# Pierwszy rząd Jean-Marca Ayraulta
Pierwszy rząd Jean-Marca Ayraulta – 35. rząd V Republiki Francuskiej funkcjonujący od maja 2012 do czerwca 2012. Funkcję prezydenta w tym okresie pełnił François Hollande. Zastąpił rząd François Fillona, a sam został zastąpiony przez drugi rząd dotychczasowego premiera. W skład gabinetu wchodzili przedstawiciele Partii Socjalistycznej, a także Europy Ekologii – Zielonych i Lewicowej Partii Radykalnej.
Centroprawicowy gabinet François Fillona ustąpił po objęciu urzędu prezydenta przez zwycięskiego socjalistę. 15 czerwca 2012 Jean-Marc Ayrault otrzymał nominację na urząd premiera. 21 czerwca 2012 powołano skład gabinetu. 18 czerwca 2012, po zwycięskich dla lewicy wyborach parlamentarnych do Zgromadzenia Narodowego XIV kadencji, premier podał się do dymisji (zgodnie z klasyczną procedurą powyborczą). Tego samego dnia otrzymał od prezydenta ponowną nominację z misją utworzenia drugiego gabinetu.

## Skład rządu
Ministrowie
- Premier: Jean-Marc Ayrault
- Minister spraw zagranicznych: Laurent Fabius
- Minister edukacji narodowej: Vincent Peillon
- Minister sprawiedliwości, strażnik pieczęci: Christiane Taubira
- Minister gospodarki, finansów i handlu zagranicznego: Pierre Moscovici
- Minister spraw społecznych i zdrowia: Marisol Touraine
- Minister równości terytoriów: Cécile Duflot
- Minister spraw wewnętrznych: Manuel Valls
- Minister ekologii, zrównoważonego rozwoju i energii: Nicole Bricq
- Minister odnowy produkcji: Arnaud Montebourg
- Minister pracy, zatrudnienia, kształcenia zawodowego i dialogu społecznego: Michel Sapin
- Minister obrony: Jean-Yves Le Drian
- Minister kultury i komunikacji: Aurélie Filippetti
- Minister szkolnictwa wyższego i badań naukowych: Geneviève Fioraso
- Minister praw kobiet, rzecznik prasowy rządu: Najat Vallaud-Belkacem
- Minister rolnictwa: Stéphane Le Foll
- Minister reformy państwa, decentralizacji i służb publicznych: Marylise Lebranchu
- Minister ds. terytoriów zamorskich: Victorin Lurel
- Minister sportu i młodzieży: Valérie Fourneyron

Ministrowie delegowani (podlegli innym ministrom)
- Ds. budżetu: Jérôme Cahuzac
- Ds. rozwoju edukacji: George Pau-Langevin
- Ds. relacji z parlamentem: Alain Vidalies
- Ds. sprawiedliwości: Delphine Batho
- Ds. miast: François Lamy
- Ds. spraw europejskich: Bernard Cazeneuve
- Ds. osób starszych: Michèle Delaunay
- Ds. rzemiosła, handlu i turystyki: Sylvia Pinel
- Ds. gospodarki społecznej i solidarności: Benoît Hamon
- Ds. rodziny: Dominique Bertinotti
- Ds. osób niepełnosprawnych i przeciwdziałaniu wykluczeniom: Marie-Arlette Carlotti
- Ds. rozwoju: Pascal Canfin
- Ds. Francuzów poza granicami kraju i Frankofonii: Yamina Benguigui
- Ds. transportu i gospodarki morskiej: Frédéric Cuviller
- Ds. małych i średnich przedsiębiorstw, innowacji i cyfryzacji: Fleur Pellerin
- Ds. kombatantów: Kader Arif